# Milan Plačko
Milan Plačko (ur. 1972) – słowacki tancerz, choreograf, trener tańca i międzynarodowy sędzia w tej dziedzinie. Pochodzi z Koszyc.
Mając osiem lat, rozpoczął treningi tańca towarzyskiego. W wieku 16 lat został mistrzem Słowacji. Reprezentował Republikę Słowacką na Mistrzostwach Europy i Świata w tańcach latynoamerykańskich.
Wielokrotnie zwyciężał w międzynarodowych turniejach tanecznych. Jest finalistą Mistrzostw Europy w tańcach latynoamerykańskich par zawodowych. Jako trener i choreograf wychował kilku mistrzów Słowacji w tańcu.
Był trenerem tańca w trzech edycjach programu Let’s Dance w Słowacji i w szóstym sezonie programu Taniec z gwiazdami.